# Hypohelion
Hypohelion — рід грибів родини Rhytismataceae. Назва вперше опублікована 1990 року.